# 让-克洛德·杜瓦利埃
让-克洛德·杜瓦利埃（法語：Jean-Claude Duvalier，1951年7月3日—2014年10月4日），绰号娃娃醫生（Baby Doc），海地总统、獨裁者，迄今為止任職時間最長的海地總統，統治海地長達15年。由於他與父亲同樣擔任過海地总统，因此又常被稱為小杜瓦利埃以區別，而他的父亲則被稱為老杜瓦利埃。

## 早期生活
1951年7月3日，小杜瓦利埃出生在太子港，他曾就读于太子港的圣路易德贡萨格学院和海地大学。1971年4月22日，年僅19岁的他在父亲弗朗索瓦·杜瓦利埃去世後，經公投以「100％贊成票」（僅一票反對票），同意他繼任其父成為終身職的海地总统，成为世界上最年轻的总统（這項記錄至今還未被任何一个國家的領袖打破）。

## 海地总统（1971-1986）
在小杜瓦利埃执政期间，海地是全美洲（包括北美洲及南美洲）最黑暗的国家和最贫穷的国家，同時，杜瓦利埃家族竟然擁有全国90%的財富，更为拉美地区的首富。杜瓦利埃政府的海地軍隊、防暴力反游击特种部队、海地宪兵（國家安全志願軍）、伏都教民兵和总统卫队，每年的维持费用佔国家预算的一半。在老杜瓦利埃和小杜瓦利埃统治的29年內，有10多万人被枪杀、拷打、拘押或流放。
1985年7月22日，海地以“99.98%的公投赞成票”獲得通過憲改提案，在小杜瓦利埃仍为终身总统，各黨派對其效忠的前提下，開放多黨政治，而其仍握有單獨任命總理以及選擇總統繼承人的權利。1986年1月29日，海地角3万多人举行大型示威及游行，2月3日，太子港爆发大型罢工，400多家商店和50多家工厂关门，100多所学校罢课。2月7日，小杜瓦利埃带着十多名家眷和一億美元現金乘坐美国提供的运输机逃出海地，并先后受到美国和法国的庇护（直到2011年初他一直生活在法國蔚藍海岸）。

## 流亡及渴望返国
2004年2月，正在美国流亡中的小杜瓦利埃表示，他希望能夠回到海地居住，而且，小杜瓦利埃還表示：“没有谋求再次出任总统的计划”。但是，海地舆论卻开始关注小杜瓦利埃在目前（2004年）海地局势十分混乱的情况下表示希望回国有何所图。

## 回到海地及去世
2011年，在海地政府推動和解的政策後，他在流亡25年後獲准回到海地居住。2014年10月4日，他於太子港自己的住宅因心臟病而逝世。